# Bertha Katscher

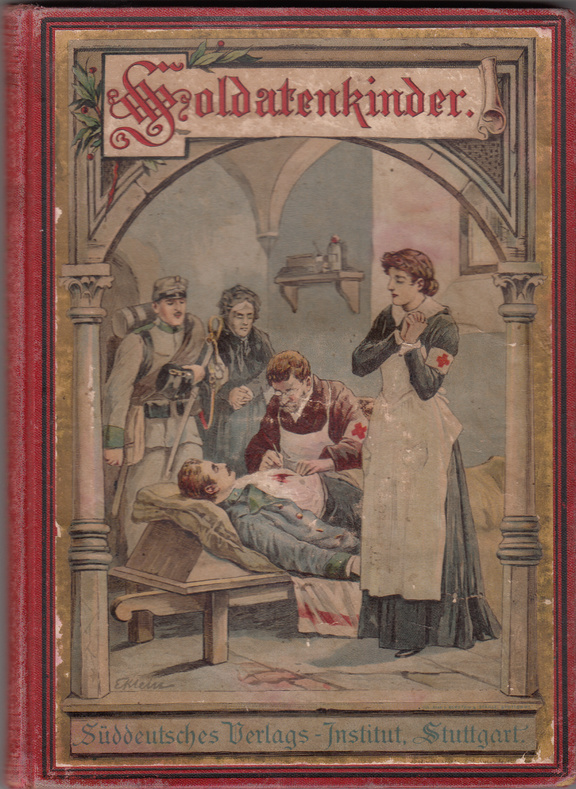
Portada de Soldatenkinder, de Bertha Katscher, 1897

Bertha Katscher, també escrit Berta; pseudònims: Ludwig Ungar, Albert Kellner, Ludwig Kölle, Ludmilla Kölle (Trenčín, Eslovàquia, 12 de juny de 1860 - Budapest, 16 de setembre de 1903), fou una escriptora hongaresa.
Filla d'una família jueva benestant, va ser instruïda per una tia seua, que se la va endur a Hercegovina, on el 1881 es casà amb el seu cosí Leopold Katscher, un conegut advocat, escriptor i activista per la pau. Des d'aquest any visqué a Londres, Berlín, Viena i Baden, fins que el 1897 s'establí a Budapest. Abans d'aquest matrimoni s'havia ocupat principalment en afers de la llar, però a instància del seu marit va iniciar una carrera literària. Els seus primers intents foren contes de fades per a nens, però aviat es va dedicar a defensar la pau universal i diverses reformes econòmiques, i va escriure també contra el maltractament als animals. Va publicar articles sobre una gran varietat de temes al Frankfurter Zeitung, Wiener Mode, Die Heimat, Münchener Allgemeine Zeitung, Kölnische Zeitung, etc., i també va traduir moltes obres, especialment novel·les, de l'anglés a l'alemany.
Va ser operada dues vegades d'un càncer al pit dret. Poc després de la segona operació, va patir de ceguesa de l'ull esquerre, per infiltració cancerígena de la coroide i despreniment parcial de retina a conseqüència del càncer. Amb el tractament, el procés cancerós va remetre, se li va restaurar la visió a dos terços del normal, i també va millorar la cicatrització del pit. Va morir a Budapest als quaranta-tres anys.

## Obres
- Die Kunst ein Mensch zu Sein (L'art de ser home), en col·laboració amb Edward John Hardy, 1887
- Weinachtsgeschichte (Conte de Nadal), 1890
- Aus Bädern und Sommerfrischen (Balnearis i llocs d'estiueig), 1890
- Hermann Vámbérys Leben und Reiseabenteuer (Vida i aventures de Hermann Vámbérys), 1892
- In der Löwengruber (En la fossa dels lleons), s.d.
- Soldatenkinder (Nens soldats), 1897
- Die Studentin (L'estudiant), 1900
- Der Stychoos (1901)
- Die schöne Polin (La bella polonesa), 1916